# Schönfeld (Elbe)
Schönfeld (Elbe) este o comună din landul Saxonia-Anhalt, Germania.